# جيمس وايتهيد
جيمس وايتهيد (بالإنجليزية: James Whitehead)‏ (1 يونيو 1882 - 23 يناير 1940) هو لاعب كريكت جنوب أفريقي. لعب مع Northern Cape (cricket team) ‏.